# Larry Wilson (Footballspieler)
Lawrence Frank „Larry“ Wilson (* 24. März 1938 in Rigby, Idaho; † 17. September 2020 in Scottsdale, Arizona) war ein US-amerikanischer American-Football-Spieler auf der Position des Safeties. Er spielte in der National Football League (NFL) bei den St. Louis Cardinals.

## Spielerlaufbahn

### College
Wilson besuchte in seiner Geburtsstadt die High School. An seinem College, der University of Utah, spielte er sowohl in der Offense, als auch in der Defense American Football für die Utah Utes. 1959 stellte er als Halfback einen Schulrekord auf – er erzielte fünf Touchdowns in einem Spiel und wurde in die Auswahlmannschaft der Liga gewählt.

### Profi
Wilson wurde 1960 in der siebten Runde an 74. Stelle gedraftet. Die späte Verpflichtung machte ihm zunächst keine große Hoffnung auf eine lange NFL-Karriere. Vor der Saison 1960 wurde er in den Vorsaisonspielen von den Cardinals in der Abwehr und im Angriff eingesetzt, erkannte aber selbst, dass er sich als Angriffsspieler nicht durchsetzen würde. Sein Versuch als Cornerback bei den Cardinals Fuß zu fassen, schlug ebenfalls fehl. Im letzten Saisonvorbereitungsspiel wurde Wilson als Safety eingesetzt, er entwickelte sich zu einem der dominantesten Spieler, der jemals auf dieser Position eingesetzt wurde.
Wilson stellte zahlreiche Saisonrekorde auf. 1966 gelangen ihm zehn Interceptions in einer Saison. Seine Cardinals konnten mit seiner Leistung allerdings nicht immer Schritt halten. Zwar gelangen der Mannschaft 1963, 1964, 1966, 1968 und 1970 jeweils mehr Siege als Niederlagen, der Einzug in die Play-offs blieb ihnen aber immer verwehrt. Wilson gewann nie einen Titel. 1972 beendete er seine Spielerlaufbahn.

## Laufbahn als Funktionär/Trainer
Wilson blieb nach seiner aktiven Zeit den Cardinals treu. Von 1973 bis 1976 war er Scout des Vereins und von 1977 bis 1987 deren Personalchef. 1979 übernahm er kurzfristig das Amt des Head Coaches, konnte allerdings nicht verhindern, dass die Mannschaft 11 von 16 Spielen verlor. 1988 zogen die Cardinals nach Phoenix, Arizona um und Wilson wurde General Manager und Vize-Präsident des Teams. Von 1994 bis 2002 war er nur noch als Vize-Präsident tätig und setzte sich danach zur Ruhe.

## Ehrungen
Wilson spielte achtmal im Pro Bowl und wurde achtmal zum All-Pro gewählt. Er ist Mitglied in der Missouri Sports Hall of Fame, in der St. Louis Sports Hall of Fame, im NFL 75th Anniversary All-Time Team, im NFL 1970s All-Decade Team, im NFL 1960s All-Decade Team und seit 1978 in der Pro Football Hall of Fame. Seine Rückennummer wurde durch die Cardinals gesperrt und wird dort nicht mehr vergeben. Die Zeitschrift „The Sporting News“ wählte ihn zu einem der besten 100 Footballspieler aller Zeiten. Wilson wurde von den Cardinals erst sehr spät verpflichtet, von Seiten der NFL wird er daher als eine der Besten späten Neuverpflichtungen aller Zeiten betrachtet.